# ان‌جی‌سی ۶۵۲۸
ان‌جی‌سی ۶۵۲۸ (انگلیسی: NGC 6528) نام یک کهکشان است.